# Atletica leggera ai Giochi della XV Olimpiade - 100 metri piani maschili

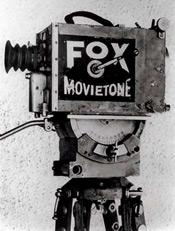
Video della Finale (la gara appare dal minuto 1'14". Viene mostrato il fotofinish)

La competizione dei 100 metri piani maschili di atletica leggera ai Giochi della XV Olimpiade si è disputata nei giorni 20 e 21 luglio 1952 allo Stadio olimpico di Helsinki.

## L'eccellenza mondiale
| Campione olimpico 1948                            | 10"3      | Harrison Dillard                          | Solo 110 h       |
| Primatista mondiale: (tra gli atleti in attività) | 10"2 1951 | McDonald Bailey                           | Presente         |
| Primatisti mondiali stagionali                    | 10"4      | McDonald Bailey Dean Smith James Golliday | Presente Assente |
| Vincitore delle selezioni USA                     | 10"5      | Arthur Bragg                              | Presente         |

## La gara
Carlo Vittori, che diventerà famoso negli anni settanta come allenatore, passa il primo turno con 10"9. Ripete il tempo nei Quarti, ma non gli basta per qualificarsi alla semifinale.

In semifinale il vincitore dei Trials, Arthur Bragg, si infortuna e deve dire addio alle medaglie. La frazione è vinta dal britannico di origine trinidegna McDonald Bailey in 10"5. Nella seconda serie prevale un altro caraibico, Herbert McKenley, in 10"4. Entrambi non hanno grossa esperienza internazionale.

Non c'è nessun favorito per la finale.
I due americani, Remigino e Smith, azzeccano la partenza e si portano al comando. Negli ultimi 20 metri Remigino è rimontato da McKenley, che lo agguanta sul traguardo. Anche l'arrivo per il terzo posto è serrato: Smith e Bailey si buttano quasi contemporaneamente sul filo di lana.

Il fotofinish dà la vittoria a Remigino (secondo ai Trials) su McKenley e il bronzo Bailey su Smith.

## Risultati

### Turni eliminatori
| 12 Batterie        | 20 luglio | 72 partenti   | Si qualificano i primi 2. |
| 4 Quarti di finale | 20 luglio | 6 + 6 + 6 + 6 | Si qualificano i primi 3. |
| 2 Semifinali       | 21 luglio | 6 + 6         | Si qualificano i primi 3. |
| Finale             | 21 luglio | 6 concorrenti |                           |

### Batterie
| Pos. | Atleta              | Nazione        | Tempo Ufficiale | Tempo Ufficioso |
| ---- | ------------------- | -------------- | --------------- | --------------- |
| 1    | John Treloar        | Australia      | 10"7            | 10"92           |
| 2    | Alan Lillington     | Gran Bretagna  | 10"8            | 11"06           |
| 3    | Gabriel Laryea      | Costa d'Oro    | 11"1            | 11"18           |
| 4    | Miroslav Horčic     | Cecoslovacchia | 11"1            | 11"23           |
| 5    | Ásmundur Bjarnason  | Islanda        | 11"1            | 11"40           |
| 6    | Youssef Ali Omar    | Egitto         | 11"3            | 11"53           |
| 7    | José Julio Barillas | Guatemala      | 11"3            | 11"56           |

| Pos. | Atleta            | Nazione    | Tempo Ufficiale | Tempo Ufficioso |
| ---- | ----------------- | ---------- | --------------- | --------------- |
| 1    | Étienne Bally     | Francia    | 10"7            | 10"97           |
| 2    | Angel Kolev       | Bulgaria   | 10"9            | 11"01           |
| 3    | Paul Dolan        | Irlanda    | 11"0            | 11"12           |
| 4    | Raúl Mazorra      | Cuba       | 11"0            | 11"19           |
| 5    | Robert Hutchinson | Canada     | 11"0            | 11"26           |
| 6    | Masaji Tajima     | Giappone   | 11"1            | 11"29           |
| 7    | Adulya Vanastit   | Thailandia | 11"2            | 11"61           |

| Pos. | Atleta            | Nazione          | Tempo Ufficiale | Tempo Ufficioso |
| ---- | ----------------- | ---------------- | --------------- | --------------- |
| 1    | McDonald Bailey   | Gran Bretagna    | 10"4            | 10"65           |
| 2    | Carlo Vittori     | Italia           | 10"9            | 10"98           |
| 3    | Michaił Kazantsev | Unione Sovietica | 11"0            | 11"16           |
| 4    | Hörður Haraldsson | Islanda          | 11"0            | 11"32           |
| 5    | Javier Souza      | Messico          | 11"1            | 11"31           |
| 6    | Stefanos Petrakis | Grecia           | 11"2            | 11"33           |

| Pos. | Atleta              | Nazione          | Tempo Ufficiale | Tempo Ufficioso |
| ---- | ------------------- | ---------------- | --------------- | --------------- |
| 1    | William Jack        | Gran Bretagna    | 10"8            | 11"05           |
| 2    | Romeo Galán         | Argentina        | 11"0            | 11"11           |
| 3    | Levan Sanadze       | Unione Sovietica | 11"0            | 11"13           |
| 4    | Emad El-Din Shafei  | Egitto           | 11"2            | 11"40           |
| 5    | Guillermo Gutiérrez | Venezuela        | 11"2            | 11"42           |
| 6    | Boonterm Pakpuang   | Thailandia       | 11"7            | 11"85           |

| Pos. | Atleta           | Nazione    | Tempo Ufficiale | Tempo Ufficioso |
| ---- | ---------------- | ---------- | --------------- | --------------- |
| 1    | Herbert McKenley | Giamaica   | 10"7            | 10"88           |
| 2    | György Csányi    | Ungheria   | 10"9            | 11"09           |
| 3    | Emil Kiszka      | Polonia    | 10"9            | 11"13           |
| 4    | Pauli Tavisalo   | Finlandia  | 11"0            | 11"30           |
| 5    | Tomás Paquete    | Portogallo | 11"2            | 11"45           |
| 6    | Walter Sutton    | Canada     | 11"2            | 11"45           |

| Pos. | Atleta          | Nazione   | Tempo Ufficiale | Tempo Ufficioso |
| ---- | --------------- | --------- | --------------- | --------------- |
| 1    | David Tabak     | Israele   | 10"9            | 11"12           |
| 2    | Tomio Hosoda    | Giappone  | 11"0            | 11"14           |
| 3    | Willy Schneider | Svizzera  | 11"1            | 11"22           |
| 4    | Angel Gavrilov  | Bulgaria  | 11"1            | 11"29           |
| 5    | Juan Leiva      | Venezuela | 11"2            | 11"31           |

| Pos. | Atleta               | Nazione          | Tempo Ufficiale | Tempo Ufficioso |
| ---- | -------------------- | ---------------- | --------------- | --------------- |
| 1    | Vladimir Sucharev    | Unione Sovietica | 10"7            | 10"93           |
| 2    | Theodorus Saat       | Paesi Bassi      | 10"9            | 11"02           |
| 3    | Muhammad Sharif Butt | Pakistan         | 11"0            | 11"17           |
| 4    | Voitto Hellstén      | Finlandia        | 11"1            | 11"36           |
| 5    | George Acquaah       | Costa d'Oro      | 11"2            | 11"47           |
| 6    | Mariano Acosta       | Argentina        | 11"4            | 11"58           |
| 7    | Wolfango Montanari   | Italia           | 11"8            | 12"25           |

| Pos. | Atleta         | Nazione   | Tempo Ufficiale | Tempo Ufficioso |
| ---- | -------------- | --------- | --------------- | --------------- |
| 1    | Rafael Fortún  | Cuba      | 10"5            | 10"93           |
| 2    | Byron LaBeach  | Giamaica  | 10"9            | 11"09           |
| 3    | Franco Leccese | Italia    | 10"9            | 11"18           |
| 4    | Issi Baran     | Finlandia | 11"0            | 11"32           |
| 5    | Fritz Griesser | Svizzera  | 11"1            | 11"54           |

| Pos. | Atleta           | Nazione        | Tempo Ufficiale | Tempo Ufficioso |
| ---- | ---------------- | -------------- | --------------- | --------------- |
| 1    | Werner Zandt     | Germania       | 10"7            | 11"03           |
| 2    | Muhammad Aslam   | Pakistan       | 10"9            | 11"18           |
| 3    | Donald McFarlane | Canada         | 11"0            | 11"25           |
| 4    | Zdeněk Pospíšil  | Cecoslovacchia | 11"0            | 11"25           |
| 5    | Edward Ajado     | Nigeria        | 11"0            | 11"25           |
| 6    | Fawzi Chaaban    | Egitto         | 11"4            | 11"51           |
| -    | Enrique Beckles  | Argentina      | Squal.          | Squal.          |

| Pos. | Atleta           | Nazione     | Tempo Ufficiale | Tempo Ufficioso |
| ---- | ---------------- | ----------- | --------------- | --------------- |
| 1    | Arthur Bragg     | Stati Uniti | 10"5            | 10"73           |
| 2    | Hans Wehrli      | Svizzera    | 10"8            | 11"00           |
| 3    | Titus Erinle     | Nigeria     | 10"9            | 11"12           |
| 4    | László Zarándi   | Ungheria    | 10"9            | 11"26           |
| 5    | Pétur Sigurðsson | Islanda     | 11"3            | 11"55           |
| 6    | Aroon Sankosik   | Thailandia  | 11"5            | 11"76           |

| Pos. | Atleta         | Nazione        | Tempo Ufficiale | Tempo Ufficioso |
| ---- | -------------- | -------------- | --------------- | --------------- |
| 1    | Lindy Remigino | Stati Uniti    | 10"4            | 10"73           |
| 2    | Lavy Pinto     | India          | 10"9            | 11"00           |
| 3    | René Bonino    | Francia        | 10"9            | 11"00           |
| 4    | František Brož | Cecoslovacchia | 11"0            | 11"32           |
| 5    | Abdul Aziz     | Pakistan       | 11"2            | 11"48           |
| 6    | Rui Maia       | Portogallo     | 11"5            | 11"79           |

| Pos. | Atleta          | Nazione     | Tempo Ufficiale | Tempo Ufficioso |
| ---- | --------------- | ----------- | --------------- | --------------- |
| 1    | Dean Smith      | Stati Uniti | 10"6            | 10"90           |
| 2    | Alain Porthault | Francia     | 10"7            | 11"04           |
| 3    | Erich Fuchs     | Germania    | 10"8            | 11"19           |
| 4    | Karim Olowu     | Nigeria     | 11"0            | 11"27           |

### Quarti di finale
| Pos. | Atleta          | Nazione       | Tempo Ufficiale | Tempo Ufficioso |
| ---- | --------------- | ------------- | --------------- | --------------- |
| 1    | McDonald Bailey | Gran Bretagna | 10"5            | 10"73           |
| 2    | John Treloar    | Australia     | 10"7            | 10"84           |
| 3    | Alain Porthault | Francia       | 10"7            | 10"99           |
| 4    | Muhammad Aslam  | Pakistan      | 10"9            | 11"02           |
| 5    | Byron LaBeach   | Giamaica      | 11"0            | 11"05           |
| -    | Angel Kolev     | Bulgaria      | Squal.          | Squal.          |

| Pos. | Atleta          | Nazione       | Tempo Ufficiale | Tempo Ufficioso |
| ---- | --------------- | ------------- | --------------- | --------------- |
| 1    | Lindy Remigino  | Stati Uniti   | 10"4            | 10"68           |
| 2    | Theodorus Saat  | Paesi Bassi   | 10"6            | 10"93           |
| 3    | Lavy Pinto      | India         | 10"7            | 10"98           |
| 4    | Étienne Bally   | Francia       | 10"8            | 10"98           |
| 5    | Hans Wehrli     | Svizzera      | 10"8            | 11"05           |
| 6    | Alan Lillington | Gran Bretagna | 10"9            | 11"26           |

| Pos. | Atleta        | Nazione       | Tempo Ufficiale | Tempo Ufficioso |
| ---- | ------------- | ------------- | --------------- | --------------- |
| 1    | Dean Smith    | Stati Uniti   | 10"4            | 10"69           |
| 2    | Rafael Fortún | Cuba          | 10"7            | 10"90           |
| 3    | William Jack  | Gran Bretagna | 10"8            | 10"94           |
| 4    | Werner Zandt  | Germania      | 10"8            | 10"98           |
| 5    | Romeo Galán   | Argentina     | 10"9            | 11"08           |
| 6    | David Tabak   | Israele       | 10"9            | 11"10           |

| Pos. | Atleta            | Nazione          | Tempo Ufficiale | Tempo Ufficioso |
| ---- | ----------------- | ---------------- | --------------- | --------------- |
| 1    | Herbert McKenley  | Giamaica         | 10"5            | 10"72           |
| 2    | Arthur Bragg      | Stati Uniti      | 10"5            | 10"75           |
| 3    | Vladimir Sucharev | Unione Sovietica | 10"7            | 10"92           |
| 4    | Tomio Hosoda      | Giappone         | 10"8            | 11"03           |
| 5    | György Csányi     | Ungheria         | 10"9            | 11"07           |
| 6    | Carlo Vittori     | Italia           | 10"9            | 11"19           |

### Semifinali
| Pos. | Atleta            | Nazione          | Tempo Ufficiale | Tempo Ufficioso |
| ---- | ----------------- | ---------------- | --------------- | --------------- |
| 1    | McDonald Bailey   | Gran Bretagna    | 10.5            | 10.74           |
| 2    | Dean Smith        | Stati Uniti      | 10.6            | 10.78           |
| 3    | Vladimir Sucharev | Unione Sovietica | 10.6            | 10.86           |
| 4    | Lavy Pinto        | India            | 10.7            | 10.94           |
| 5    | Alain Porthault   | Francia          | 10.8            | 11.04           |
| 6    | Arthur Bragg      | Stati Uniti      | 10.9            | 11.43           |

| Pos. | Atleta           | Nazione       | Tempo Ufficiale | Tempo Ufficioso |
| ---- | ---------------- | ------------- | --------------- | --------------- |
| 1    | Herbert McKenley | Giamaica      | 10"4            | 10"74           |
| 2    | Lindy Remigino   | Stati Uniti   | 10"5            | 10"74           |
| 3    | John Treloar     | Australia     | 10"6            | 10"76           |
| 4    | Rafael Fortún    | Cuba          | 10"7            | 10"92           |
| 5    | William Jack     | Gran Bretagna | 10"7            | 11"01           |
| 6    | Theodorus Saat   | Paesi Bassi   | 10"8            | 11"12           |

### Finale
| Pos.    | Corsia | Atleta            | Età | Nazione          | Tempo Ufficiale | Tempo Ufficioso |
| ------- | ------ | ----------------- | --- | ---------------- | --------------- | --------------- |
| Oro     | 3      | Lindy Remigino    | 21  | Stati Uniti      | 10"4            | 10"79           |
| Argento | 2      | Herbert McKenley  | 30  | Giamaica         | 10"4            | 10"80           |
| Bronzo  | 5      | McDonald Bailey   | 31  | Gran Bretagna    | 10"4            | 10"83           |
| 4       | 4      | Dean Smith        | 20  | Stati Uniti      | 10"4            | 10"84           |
| 5       | 1      | Vladimir Sucharev | 28  | Unione Sovietica | 10"5            | 10"88           |
| 6       | 6      | John Treloar      | 24  | Australia        | 10"5            | 10"91           |

Remigino è di origine piemontese. Emmanuel McDonald Bailey proviene da Trinidad e Tobago, all'epoca colonia britannica.